# Ladies European Tour Access Series 2011
De Ladies European Tour Access Series 2011 was het tweede golfseizoen van de Ladies European Tour Access Series (LETAS). Het seizoen begon met het Terre Blanche Ladies Open in maart 2011 en eindigde met het Azores Ladies Open in december 2011. Er stonden zeven toernooien op de kalender.

## Kalender
| Data  | Data  | Toernooi                  | Stad       | Winnares           | Score | Score | Info                 |
| ----- | ----- | ------------------------- | ---------- | ------------------ | ----- | ----- | -------------------- |
| 15-03 | 17-03 | Terre Blanche Ladies Open | Nice       | Henrietta Zuel     | 140   | –6    | 36-holes (regenweer) |
| 13-04 | 15-04 | La Nivelle Ladies Open    | Ciboure    | Anne-Lise Caudal   | 204   | –6    |                      |
| 24-08 | 26-08 | LETAS Ladies Open         | Hazlemere  | Henrietta Zuel     | 206   | –4    | Nieuw toernooi       |
| 21-09 | 23-09 | Dinard Ladies Open        | Rennes     | Julie Maisongrosse | 197   | –13   |                      |
| 13-10 | 15-10 | Trofée Preven's           | Parijs     | Marieke Nivard     | 208   | –8    |                      |
| 17-11 | 19-11 | Murcia Ladies Open        | Murcia     | Carlota Ciganda    | 214   | –5    |                      |
| 02-12 | 04-12 | Azores Ladies Open        | São Miguel | Marieke Nivard     | 216   | par   |                      |

De Order of Merit werd gewonnen door Marieke Nivard.